# Marathon van Osaka 2011

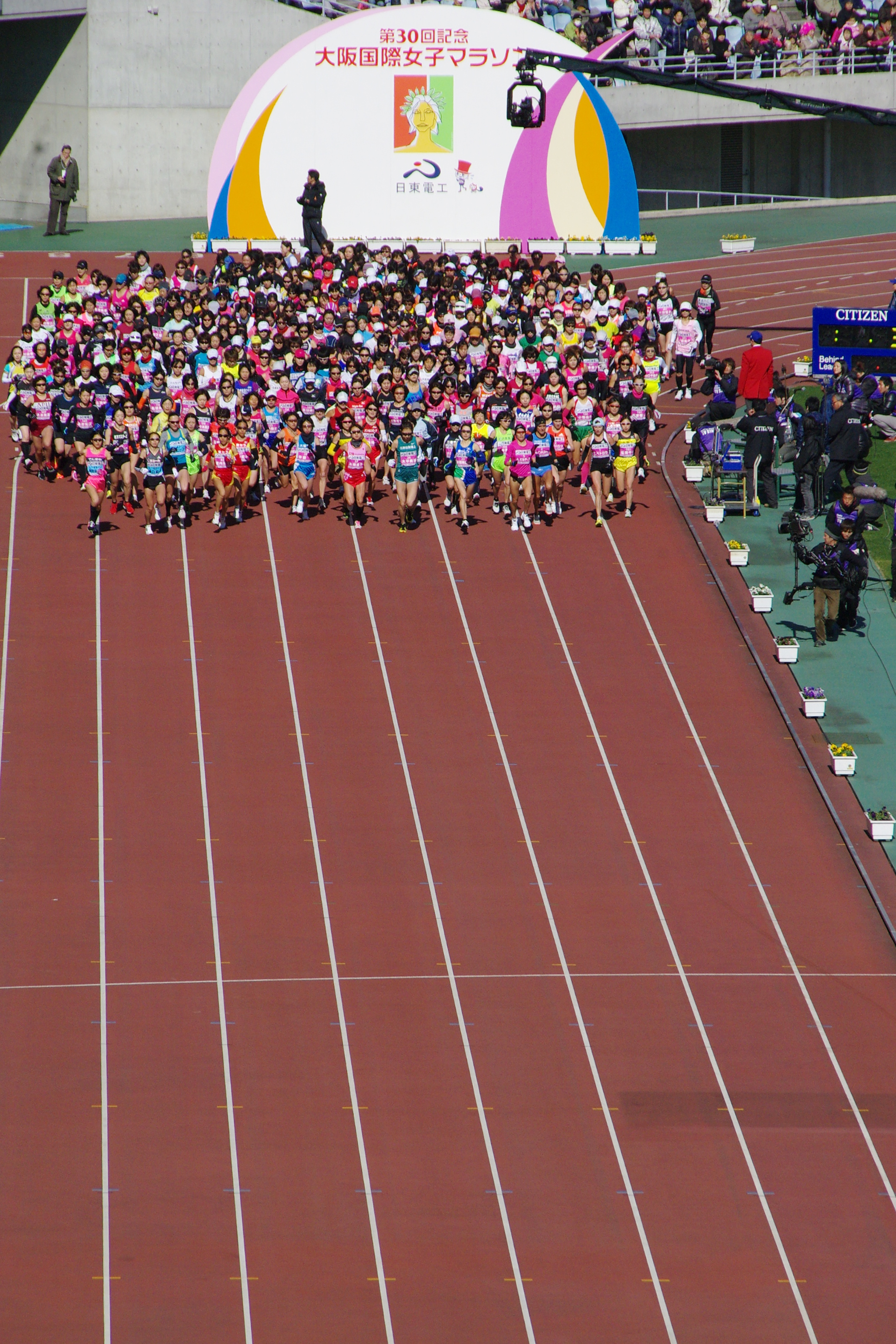
Foto van de start

De marathon van Osaka 2011 werd gelopen op zondag 30 januari 2011. Het was de 30e editie van deze marathon. Alleen vrouwelijke elitelopers mochten aan de wedstrijd deelnemen.
De Japanse Yukiko Akaba kwam als eerste over de streep in 2:26.29.

## Uitslag
| rang   | naam                 | land | tijd    |
| ------ | -------------------- | ---- | ------- |
| Goud   | Yukiko Akaba         | JPN  | 2:26.29 |
| Zilver | Mai Ito              | JPN  | 2:26.55 |
| Brons  | Chika Horie          | JPN  | 2:27.26 |
| 4      | Anna-Carmela Incerti | ITA  | 2:27.33 |
| 5      | Ryoko Kizaki         | JPN  | 2:29.35 |
| 6      | Mika Okunaga         | JPN  | 2:30.36 |
| 7      | Adriana Nelson       | ROU  | 2:32.44 |
| 8      | Yoko Miyauchi        | JPN  | 2:36.43 |
| 9      | Svetlana Zacharova   | RUS  | 2:36.56 |
| 10     | Hiroko Miyauchi      | JPN  | 2:38.31 |
| 11     | Miki Oka             | JPN  | 2:39.38 |
| 12     | Chiharu Matsuo       | JPN  | 2:40.05 |
| 13     | Miki Ohira           | JPN  | 2:40.18 |
| 14     | Sarah Mcrae          | AUS  | 2:40.53 |
| 15     | Satoko Uetani        | JPN  | 2:43.32 |
| 16     | Yumiko Kinoshita     | JPN  | 2:43.51 |
| 17     | Junko Suzuki         | JPN  | 2:48.22 |
| 18     | Yuika Togami         | JPN  | 2:49.23 |
| 19     | Emiko Hirai          | JPN  | 2:50.41 |
| 20     | Reiko Kobayashi      | JPN  | 2:51.11 |
| 21     | Yurika Wakimoto      | JPN  | 2:51.16 |
| 23     | Kaori Iwamoto        | JPN  | 2:52.13 |
| 25     | Aya Shiraishi        | JPN  | 2:52.59 |

1982 ·
1983 ·
1984 ·
1985 ·
1986 ·
1987 ·
1988 ·
1989 ·
1990 ·
1991 ·
1992 ·
1993 ·
1994 ·
1995 ·
1996 ·
1997 ·
1998 ·
1999 ·
2000 ·
2001 ·
2002 ·
2003 ·
2004 ·
2005 ·
2006 ·
2007 ·
2008 ·
2009 ·
2010 ·
2011 · 
2012 ·
2013 ·
2014 ·
2015 ·
2016 ·
2017